# Francisco José de Oliveira Viana
Francisco José de Oliveira Viana (Saquarema, 20 de junio de 1883 — Niterói, 28 de marzo de 1951) fue un académico, jurista, historiador y sociólogo brasileño, miembro de la Academia Brasileña de Letras.

## Biografía
Era hijo de Francisco José de Oliveira Viana y Balbina Rosa de Azeredo. Estudió en el colegio Carlos Alberto de Niterói, donde concluyó el curso preparatorio para la universidad. Ingresó en la Facultad de Derecho de la Universidad Federal de Río de Janeiro, de donde se graduó en 1906. 
Se convertiría luego en catedrático de la Facultad de Derecho de la Universidade Federal Fluminense en Niteroi en 1916. Se dedicó al Derecho Penal y ocupó diversos cargos públicos a nivel estadual y federal. En 1940 pasó a dirigir el Tribunal de Cuentas de la Unión.
Sus obras, que versan sobre la formación del pueblo brasileño, son consideraras las primeras en abordarlo desde un prisma sociológico. Escribió Populações Meridionais do Brasil (1918), considerado un clásico del pensamiento brasileño.
Fue uno de los ideólogos de la eugenesia racial en Brasil. Se opuso a la llegada de inmigrantes japoneses y es conocido por la autoría de frases como los 200 millones de hindues no valen lo que un puñado de ingleses que los dominan, lo japonés es como el azufre: insoluble o el partido es el presidente (en referencia a Getúlio Vargas).
Como jurista, se especializó en el Derecho Laboral, rama entonces naciente en Brasil, que ayudó a consolidar. Fue el organizador de la legislación que creó el impuesto sindical.
Era miembro, del Instituto Histórico y Geográfico Brasileño y de otras congregaciones estaduales, del Instituto Internacional de Antropología; de la Academia de Historia de Portugal; de la Academia Dominicana de Historia y de la Sociedad de Antropología y Etnología de Oporto.

## Academia Brasileña de Letras
Fue elegido el 27 de mayo de 1937 para ocupar la cátedra 8 de la Academia Brasileña de Letras, bajo el patronazgo de Cláudio Manuel da Costa, como segundo ocupante tras Alberto de Oliveira. Fue investido el 20 de julio de 1940 por Afonso d’Escragnolle Taunay.